# Cephalaeschna biguttata
Cephalaeschna biguttata – gatunek ważki z rodziny żagnicowatych (Aeshnidae). Opisał go w 1935 roku Frederic Charles Fraser w oparciu o samca odłowionego w Shillong w górach Khasi w północno-wschodnich Indiach. Takson o niepewnej pozycji systematycznej, przez niektórych autorów bywa uznawany za młodszy synonim Cephalaeschna viridifrons.